# 임성민 (1956년)
임성민(林成敏, 본명: 임관배, 1956년 2월 25일 ~ 1995년 8월 20일)은 대한민국의 배우이다.

## 생애
- 1974년 숭실고등학교를 거쳐 건국대학교 체육학과를 중퇴하고 1977년 동양방송 탤런트 18기로 데뷔했다.
- 반도상사의 전속 모델로 활약했다.
- 1991년 영화 사의 찬미로 그 해 청룡영화상 남우주연상을 수상하였다.
- 1990년 만성 간염 판정을 받은 이후 마지막 영화 애니깽을 촬영하다가 1995년 8월 20일 향년 40세의 나이에 지병인 간경화로 세상을 떠났다.

## 연기 활동

### TV 드라마
- 1978년 TBC 《시집갈때에는》
- 1978년 TBC 《그리워》
- 1982년 KBS 《풍운》 ... 초지진 장수 역
- 1982년 KBS 100분 드라마 《반역자》 ... 소련군대위 남일 역
- 1982년 KBS 포도대장
- 1982년 KBS 다큐드라마 우등불 ... 시마다 중대장 역
- 1983년 KBS TV문학관 《바라암》 ... 하빈 역
- 1983년 KBS 《지금 평양에선》
- 1983년 KBS 경제 생활드라마 《사통팔달》
- 1983년 KBS 아침드라마 《은하의 꿈》
- 1983년 KBS TV문학관 《꿈》 ... 인우 역
- 1983년 KBS TV문학관 《약속》 ... 경찰 역
- 1984년 KBS 《금남의 집》
- 1984년 KBS 《날아라 슈퍼맨》 ... 슈퍼맨 역
- 1984년 KBS 《신부교실》
- 1984년 KBS 《전우-병사와 노란우산》 ...북한군 대좌 역
- 1985년 KBS 일일드라마 《고향》
- 1985년 KBS 일일드라마 은빛여울》 ... 유동철 역
- 1985년 KBS 3.1절 특집드라마  《그사람 현곡》
- 1985년 TV문학관 《자정의 바다》 ... 하빈 역
- 1986 ~ 1987년 KBS 대하드라마 《노다지》 ... 김수인
- 1987년 KBS 일일드라마 《푸른 해바라기》 ... 기태 역
- 1988년 KBS 수목드라마 《황금의 탑》
- 1988년 KBS 미니시리즈 《그해 겨울은 따뜻했네》
- 1988년 KBS 《KBS 드라마게임 -연가》 ... 정찬영
- 1989년 KBS 주말연속극 《사랑의 굴레》 ... 고영국 역
- 1990년 KBS 미니시리즈 《지구인》 ... 이종대 역
- 1990 ~ 1991년 KBS 주말연속극 《야망의 세월》 ... 백경/홍성준 역
- 1992년 KBS 8.15 특집드라마 《대리인》 ... 동호 역
- 1992년 MBC 창사기념 특별기획드라마 《억새바람》 ... 문인규 역
- 1993년 SBS 주말극장 《사랑의 조건》 ... 홍민우 역
- 1993년 MBC 수목드라마 《폭풍의 계절》 ... 정현우 역
- 1995년 SBS 월화 미니시리즈 《고백》- 정병준 역
- 1995년 MBC 주말드라마 《사랑과 결혼》 ... 이세현 역

### 영화
- 1976년 《마지막밤의 탱고》 - 준 역,본명인 임관배로 출연
- 1976년 《여자들이 사는 거리》 - 대학생 역
- 1978년 《마지막 잎새》 - 선필 역, 본명인 임관배로 출연
- 1984년 《탄드라의 불》 - 진우 역
- 1984년 《바람난 도시》
- 1984년 《무릎과 무릎 사이》 - 수한 역
- 1985년 《달빛 멜로디》 - 요한 역
- 1985년 《장사의 꿈》 - 차일봉 역
- 1985년 《색깔있는 남자》 ... 사르망 최
- 1986년 《몸 전체로 사랑을》
- 1987년 《됴화》
- 1988년 《여자가 숨는 숲》
- 1989년 《제2의 성》 -허빈역
- 1989년 《애란》 - 철민 역
- 1991년 《사의 찬미》 - 김우진 역
- 1992년 《땅끝에 선 연인》 - 박재만(PJ)
- 1994년 《나는 소망한다 내게 금지된 것을》 -백승하 역
- 1997년 《애니깽》(유작) - 천동

### 광고 모델
- 1975년 코카콜라
- 1984년 서광모드컴퍼니 라코스떼
- 1984년 LG전자 무선전화기
- 1985년 피어리스 마스터즈
- 1985년 LG패션 패션종합
- 1986년 LG패션 봄 여름
- 1986년 LG패션 반도종합
- 1986년 LG패션 기업PR
- 1986년 LG패션 여름세일
- 1986년 LG패션 86 가을 겨울
- 1986년 LG패션 정기세일
- 1987년 LG패션 남과 여
- 1987년 LG패션 그렌트
- 1988년 LG패션 미 소재 남성복
- 1988년 LG패션 여름 정기세일
- 1989년 LG패션 가격인하
- 1991년 동아제약 한삼디
- 1991년 라미화장품 무스탕 리젠트
- 1990,1991년 네슬레 네스카페 골드블랜드(Fest.유인촌,노주현)
- 1992년 신원 모두스비벤디
- 1994년 LG전자 아트비전
- 1994년 신원 기업PR(Fest.故 최진실, 채시라)

## TV프로그램
1990년 KBS 연예가중계
1991년 SBS 자니 윤 이야기쇼
1992년 MBC 일밤 - 스타앨범
1993년 MBC 재치하나 웃음하나
1995년 SBS 한밤의 TV연예

## 수상 경력
- 1986년 제22회 백상예술대상 영화부문 남자 신인 연기상(장사의 꿈)
- 1986년 제5회 우리들의 스타상 신인연기상
- 1991년 제12회 청룡영화상 남우주연상(사의 찬미)
- 1992년 모델센터 패션페스티벌 특별상
- 1992년 모델라인 패션피날레 올해의 베스트 드레서
- 1993년 MBC 연기대상 남자 우수상(폭풍의 계절)
- 1995년 MBC 연기대상 특별상
- 1995년 SBS 연기대상 특별상
- 1996년 제34회 대종상 공로상(애니깽)

## 가계
- 모: 정순경
- 딸: 임지혜(1983년 ~ )